# Гварди, Джанантонио
Джанантонио Гварди (итал. Gianantonio Guardi), или Джованни Антонио Гварди (итал. Giovanni Antonio Guardi); 27 мая 1699, Вена, эрцгерцогство Австрия — 23 января 1760, Венеция, Венецианская республика) — итальянский живописец венецианской школы эпохи барокко. Мастер живописных ведут. Один из учредителей Венецианской академии изящных искусств. Старший брат более известного художника Франческо Гварди.

## Биография
Джованни Антонио родился в Вене 27 мая 1699 года в семье итальянского живописца Доменико Гварди (1678—1716) и австрийки Марии Клаудии Пихлер из провинции Тренто. В 1700 году семья переехала в Венецию. Отец художника принадлежал к малому дворянскому роду. Он скончался 16 октября 1716 года, оставив вдову и детей: Джанантонио, Марию Чечилию, Франческо и Никколо. Джанантонио как старший сын унаследовал мастерскую и магазин отца; дочь Мария Чечилия 21 ноября 1719 года вышла замуж за известного венецианского живописца Джованни Баттиста Тьеполо.
Живописи Джанантонио обучался у отца, а после его смерти завершал образование в Вене, куда прибыл в начале 1719 года. По возвращении в Венецию работал вместе с младшими братьями Никколо и Франческо, которых обучал рисунку и живописи. Семья художника, потеряв кормильца, оказалась в бедственном материальном положении, выйти из которого им помог дворянин Джованни Бенедетто Джованелли. Он заказывал братьям Гварди картины. К 1730 году братья стали работать самостоятельно, однако их сотрудничество продолжалось всю жизнь.
Среди первых значительных заказчиков художника был коллекционер, фельдмаршал Венеции Иоганн Маттиас фон дер Шуленбург, для которого Джанантонио писал картины на ориентальные сюжеты. Он также копировал произведения других художников. В 1756 году Гварди стал одним из основателей Венецианской академии изящных искусств.
Как живописец Гварди работал под влиянием своего шурина Тьеполо, заимствовав его технику мелких, беглых мазков и «мерцающего света». Гварди всегда нуждался в средствах. По воспоминаниям Франческо Казановы, который был его учеником, жизнь живописца была нелегка. Ещё в 1753 году ему пришлось продать семейную усыпальницу в храме Святой Агаты в Коммеццадуре (chiesa di Santa Agata in Commezzadura). Художник скончался в Венеции 23 января 1760 года.

## Галерея

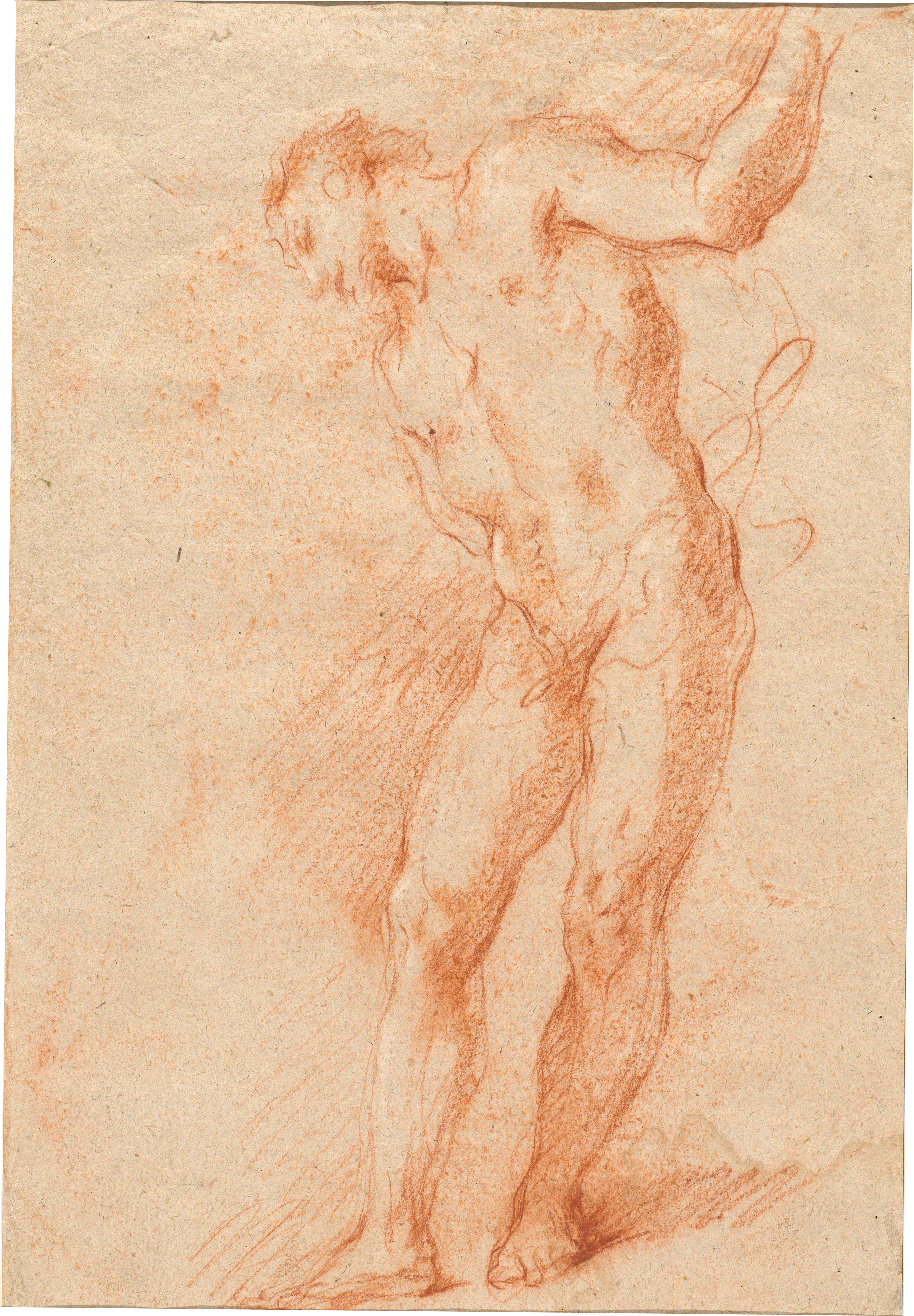
Обнажённая мужская фигура. Ок. 1725. Бумага, сангина. Национальная галерея искусства, Вашингтон
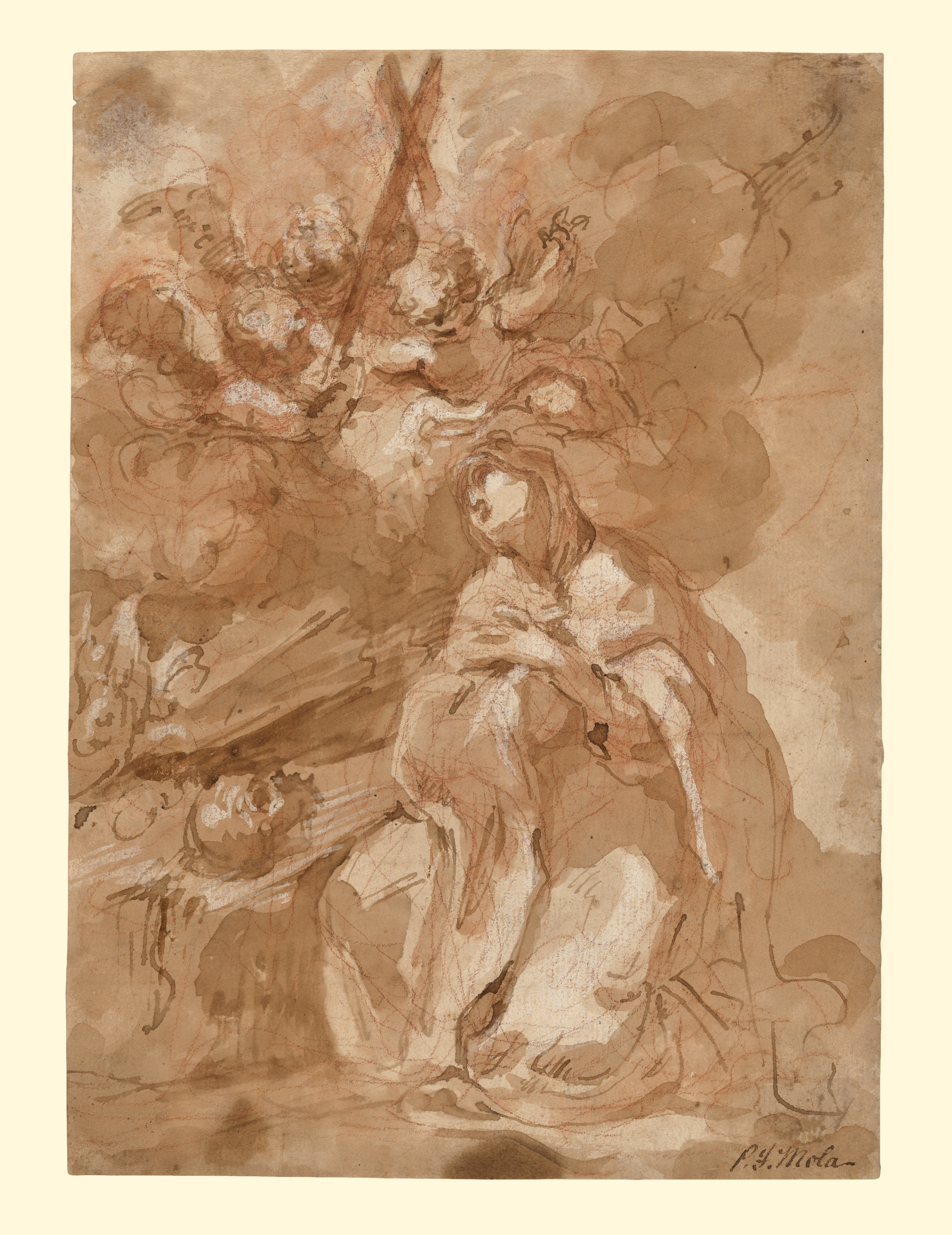
Женщина, созерцающая Распятие. Бумага, сепия, перо, кисть, сангина, белила. Центр Гетти, Лос-Анджелес, США
Якопо Марчелло руководит штурмом Галлиполи. 1760. Бумага, сепия, перо, кисть. Художественный музей, Кливленд, США
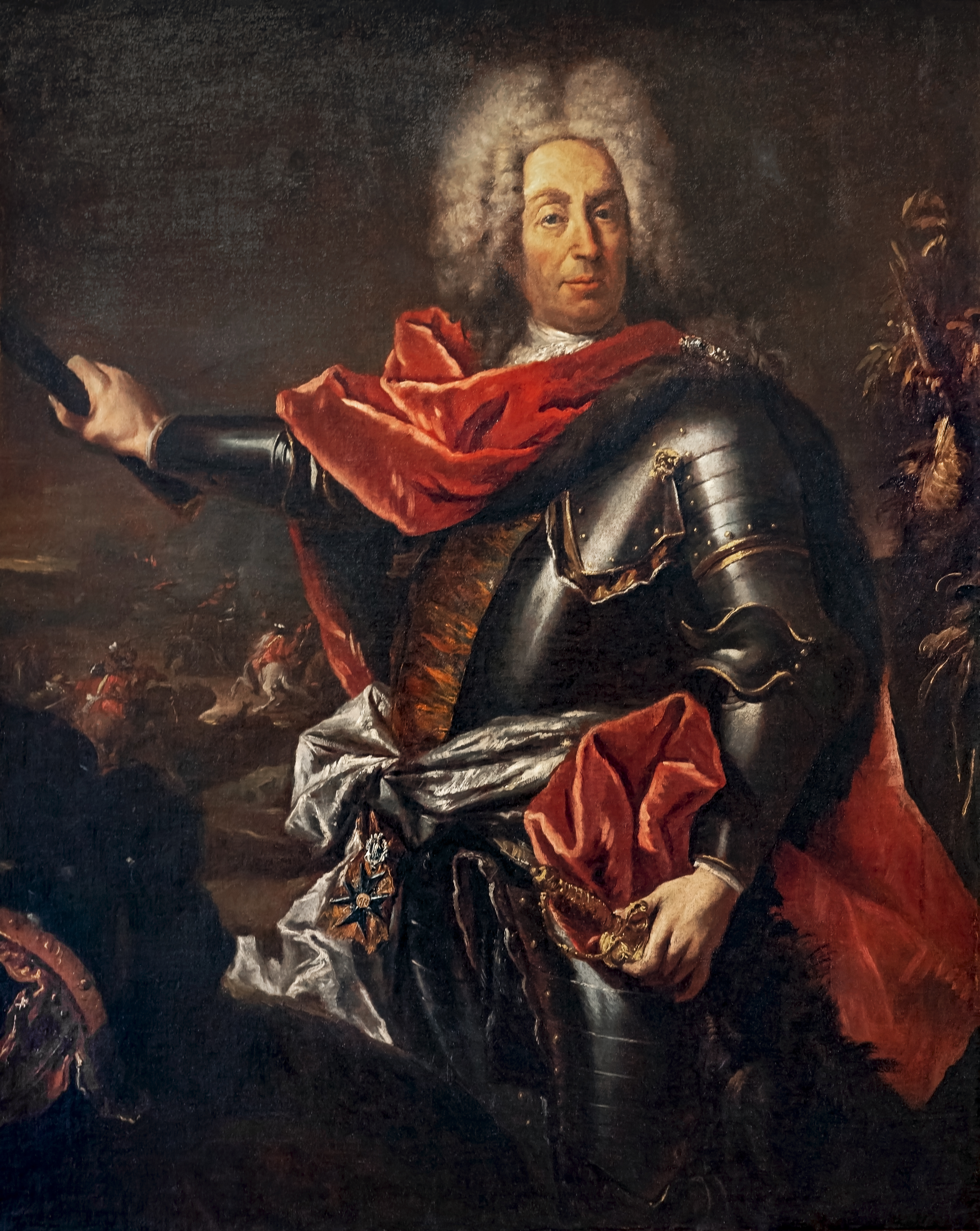
Портрет Иоганна Маттиаса фон дер Шуленбурга. Ок. 1741. Холст, масло. Ка-Реццонико, Венеция
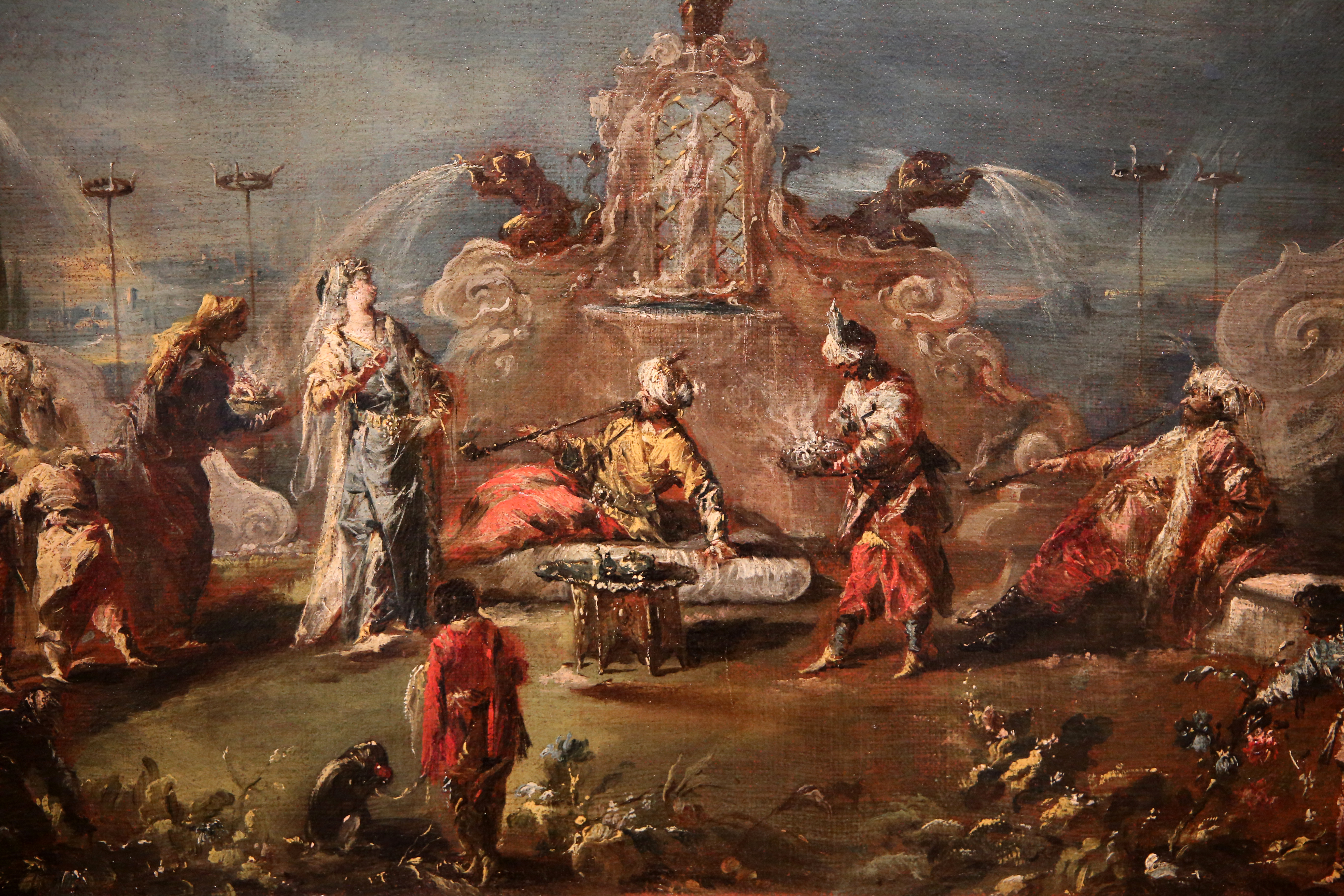
Сцена в саду сераля. 1743. Картон, масло. Музей Тиссена-Борнемисы, Мадрид
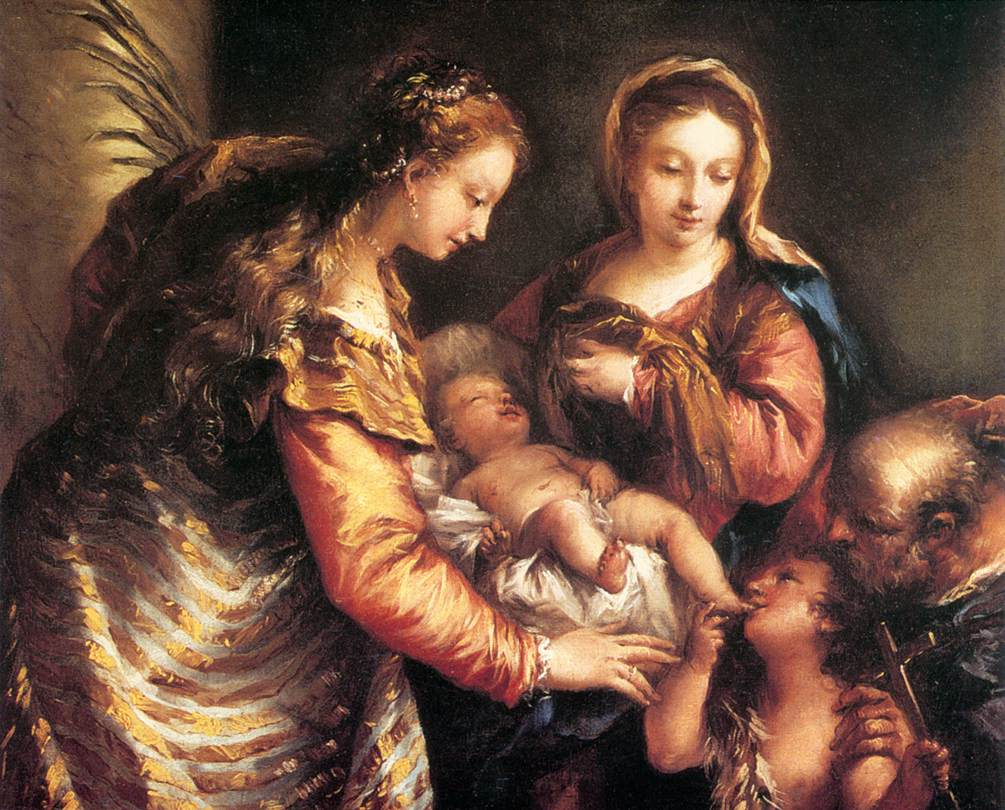
Святое Семейство с младенцем Иоанном Крестителем и святой Екатериной. Ок. 1750. Холст, масло. Художественный музей, Сиэтл
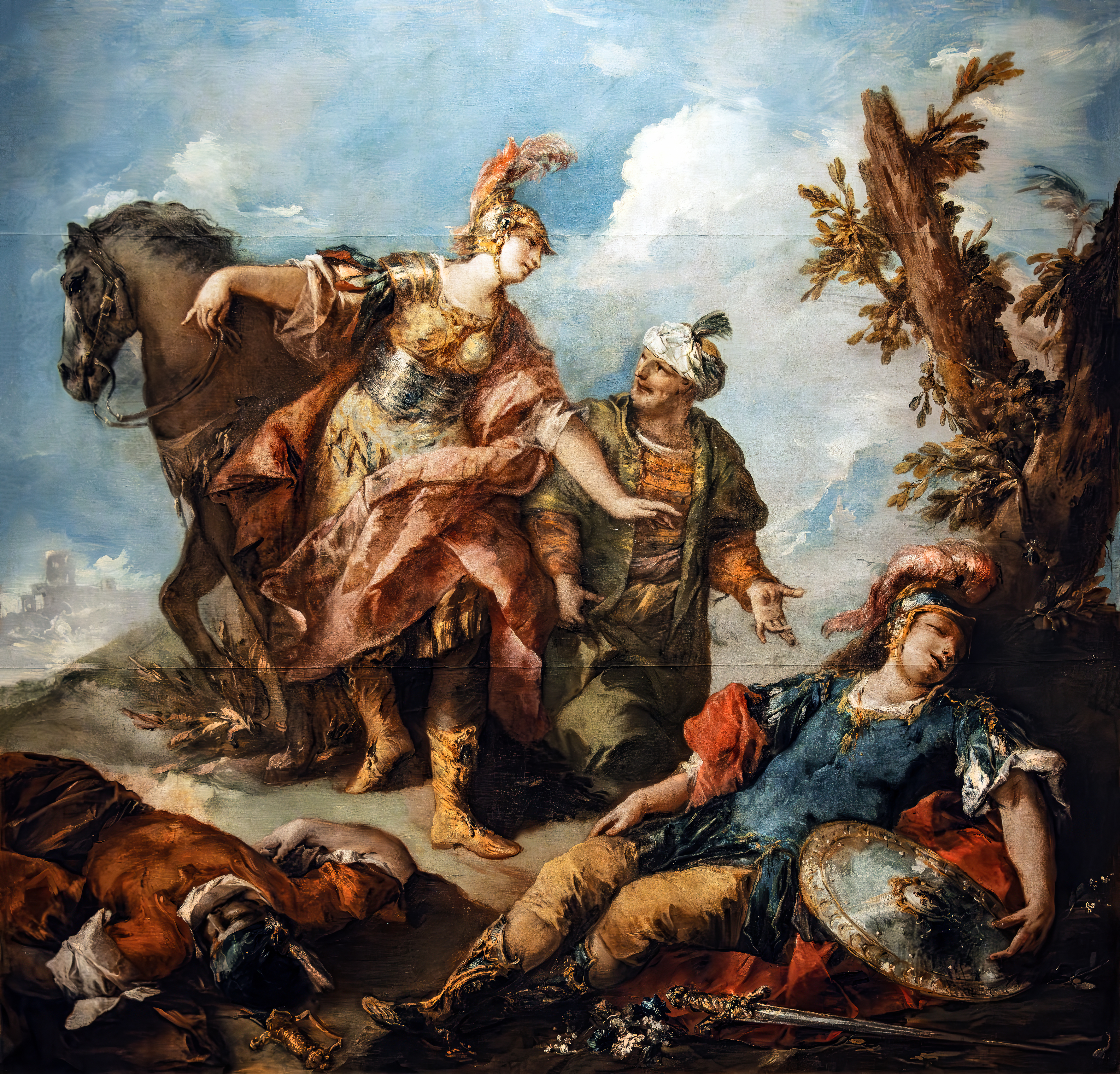
Эрминия и Вафрино находят раненого Танкреда. Между 1750 и 1755. Холст, масло. Галерея Академии, Венеция
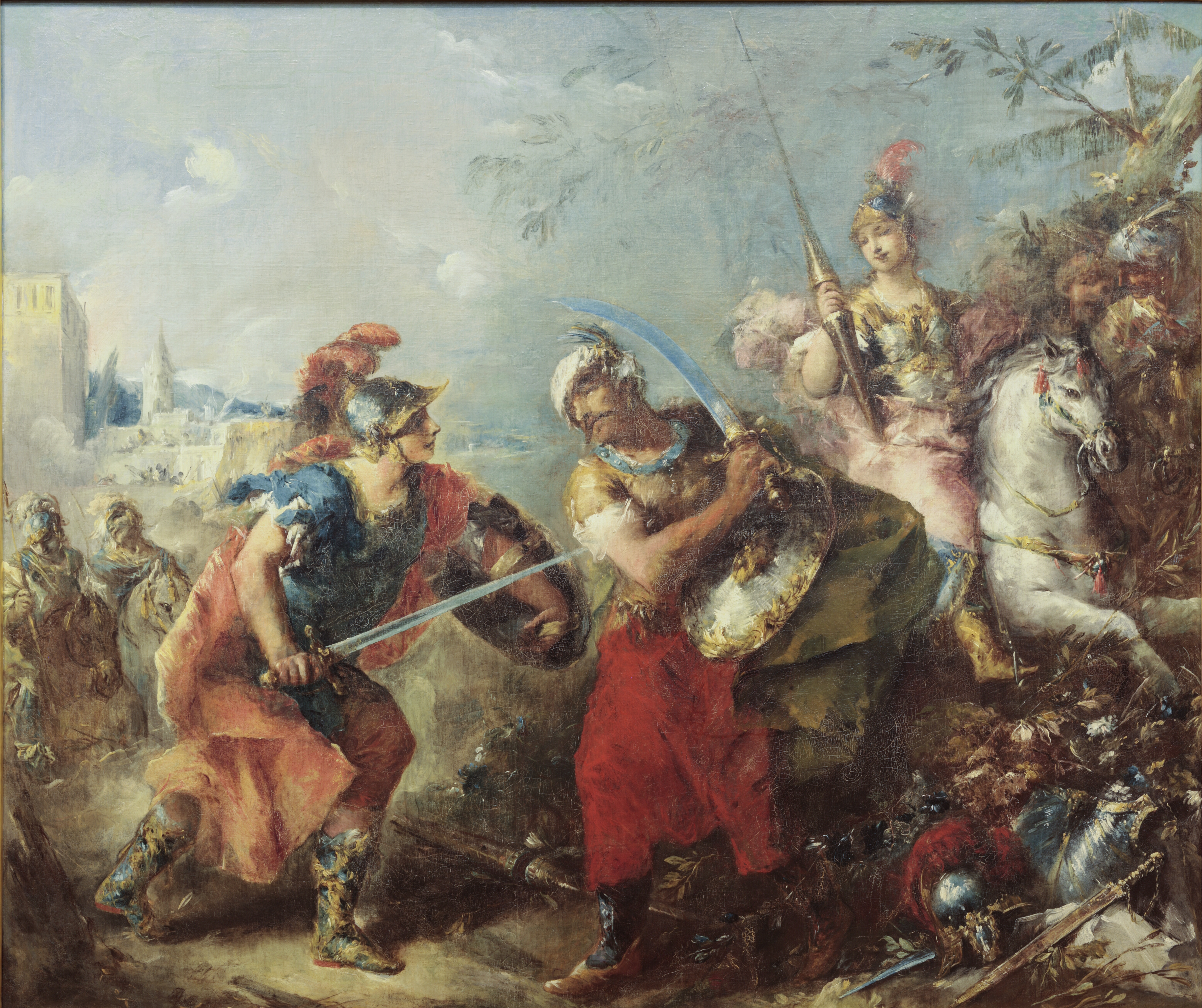
Битва между Танкредом и Аргантом на фоне Клоринды. Между 1714 и 1760. Холст, масло. Государственный музей искусств, Копенгаген